# الدم الثاني
"الدم الثاني" هو فيلم أكشن ومغامرة كويتي صدر عام 2016، من إخراج فوزي الخطيب، وتأليف شهاب الفاضلي وفايز حسين علي. يشارك في بطولته بطل كمال الأجسام عبد الهادي الخياط، إلى جانب رنا غندور، وخالد البريكي، ومجيب القبنجي.
يظهر عبد الهادي الخياط لأول مرة على الشاشة مجسدًا دور يوسف رامبو، وهو عنصر سابق في القوات المسلحة الكويتية يحمل ماضيًا مضطربًا. يتلقى مهمة لإنقاذ مجموعة من الأسرى السياسيين المحتجزين في جزيرة آسيوية منسية. استوحى الفيلم فكرته من فيلم "رامبو: الدم الأول – الجزء الثاني"، وعُرض لأول مرة في 27 نوفمبر 2016.

## القصة
يوسف رامبو (الخياط) هو جاسوس محترف وكوماندوز سابق. خلال إحدى المهمات التي خاضها في صفوف الجيش الكويتي، وقع في الأسر خلف خطوط العدو، حيث اعتقله جهاز استخبارات صيني وتعرض لشتى أنواع التعذيب على مدى عدة أشهر، مما أكسبه قدرة عالية على تحمل الألم.
لاحقًا، يُكلف رامبو بالتوجه إلى أدغال جزيرة آسيوية نائية، حيث يحتجز إرهابيون عددًا من السياسيين البارزين كرهائن، وتتمثل مهمته في تحريرهم.

## طاقم التمثيل
- عبد الهادي الخياط في دور يوسف رامبو.

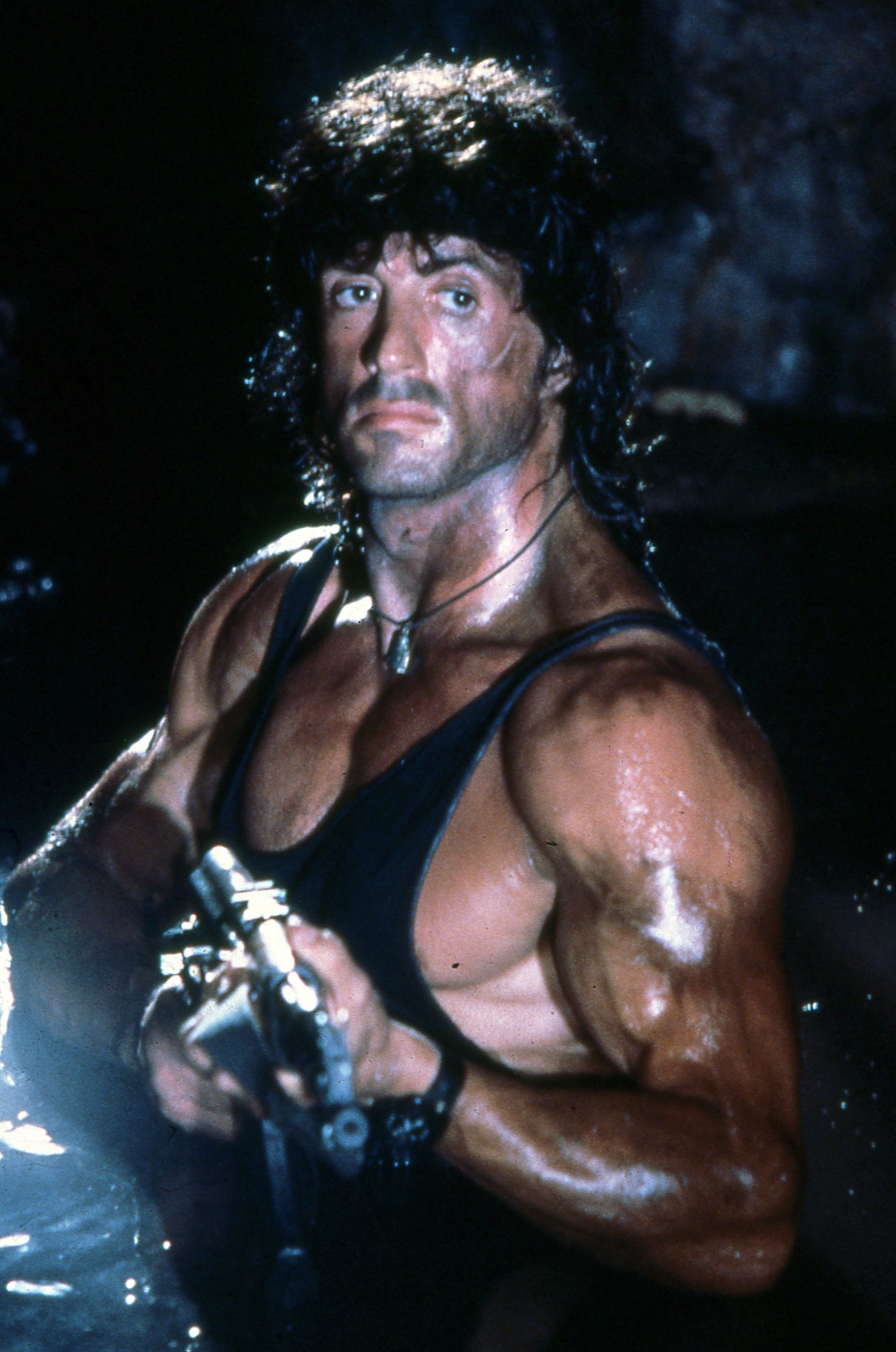
كان الفيلم مستوحى بشكل كبير من سلسلة أفلام رامبو بطولة سيلفستر ستالون.

- رنا غندور في دور منيرة رامبو.
- مجيب القبنجي في دور الجنرال مغني.
- معصومة في دور المحققة.
- عبد الله بخش.
- فاطمة المرزوقي.

## الإنتاج
في نوفمبر 2015، أُعلن أن شركة "جبارة ميديا غروب" الكويتية للإنتاج المستقل تعمل على تطوير فيلم أكشن مستوحى من كلاسيكيات السينما الأمريكية مثل "الدم الأول" (1982) و"رامبو: الدم الأول – الجزء الثاني" (1985). وقد وقّع بطل كمال الأجسام الكويتي، وضابط الشرطة، والكوماندوز السابق عبد الهادي الخياط عقدًا لتجسيد شخصية يوسف رامبو، "العضو السابق في الجيش الكويتي، الرجل الشجاع والقوي والاستثنائي".
وُصف رامبو الكويتي بأنه "الرد على جون رامبو الأمريكي"، إذ يتشارك معه في العديد من الصفات. يُعد فيلم "الدم الثاني" أول تجربة تمثيلية لعبد الهادي الخياط، وأول تجربة في كتابة السيناريو لكل من شهاب الفاضلي وفايز حسين علي. وفي أواخر ديسمبر 2015، أُعلن أن فوزي الخطيب سيتولى الإخراج، وقد وصف الخطيب شخصية رامبو بأنها "نسخة مطورة من رامبو الأصلي".
كما أُعلن عن انضمام رنا غندور لأداء دور منيرة، زوجة رامبو. بدأ تصوير الفيلم في فبراير 2016 بإقليم البنجاب في باكستان، واستمر حتى مايو من العام نفسه.

## الإصدار
عُرض فيلم "الدم الثاني" لأول مرة في 27 نوفمبر 2016، حيث طُرحت منه نسخ محدودة في بعض دور العرض بمدينة الكويت، كما توفّر عبر خدمات المشاهدة حسب الطلب. وتولت شركة "جبارة ميديا غروب" توزيعه في عدة دول، من بينها  أستراليا وألمانيا واليابان وتركيا وإيران وباكستان والبحرين وجمهورية مقدونيا والمغرب.
وبحسب موقع قاعدة بيانات الأفلام على الإنترنت IMDb، حظي الفيلم بمراجعات متباينة عند صدوره.

## الأجزاء
قبل عرض الفيلم الأول، أُعلن عن مشروع جزء ثانٍ بعنوان "الدم الثاني 2: عودة إلى الجيش"، لكنه لم يُنفذ. وفي سبتمبر 2022، عادت الأنباء لتشير إلى نية إنتاج جزء جديد يحمل اسم "الدم الثاني" فقط، مع اعتقاد واسع بعودة عبد الهادي الخياط لتجسيد دور يوسف رامبو.

## روابط خارجية
- الدم الثاني  في قاعدة بيانات الأفلام على الإنترنت (بالإنجليزية)
- Second Blood at The A.V. Club